# ليو كارل
ليو كارل (بالإنجليزية: Lew Carl)‏ هو لاعب كرة قاعدة أمريكي، ولد في 25 فبراير 1832 في بالتيمور في الولايات المتحدة، وتوفي في 19 مايو 1885 في نيوآرك في الولايات المتحدة.

## وصلات خارجية
- ليو كارل على موقعبيزبول رفرنس.كوم (الدوري الرئيسي) (الإنجليزية)
- ليو كارل على موقعبيزبول رفرنس.كوم (الدوري الثانوي) (الإنجليزية)